# Call of Duty: Modern Warfare 2
A Call of Duty: Modern Warfare 2 egy first-person shooter videójáték, melyet az Infinity Ward fejlesztett és az Activision adott ki Xbox 360, PlayStation 3 és Microsoft Windows platformokra. Hivatalosan 2009. február 11-én jelentették be a megjelenését, világszerte pedig 2009. november 10-én jelent meg. A Call of Duty sorozat hatodik része, története a Call of Duty 4: Modern Warfare cselekménye után veszi fel a fonalat, amit végül a 2011 novemberében megjelenő Call of Duty: Modern Warfare 3 zárt le. Megjelenésekor két másik Call of Duty játékot is kiadtak: A Call of Duty: Modern Warfare: Mobilized Nintendo DS konzolra készült, illetve a Call of Duty 4: Modern Warfare Wii platformra megjelenő változata, a Call of Duty: Modern Warfare: Reflex is ekkora jelent meg a Treyarch fejlesztésében. Ezen felül képregénysorozat is készült Modern Warfare 2: Ghost címmel, ami a játék egyik szereplőjének, Simon Riley hadnagynak (becenevén Ghost) a történetét meséli el.
A Modern Warfare 2 kedvező fogadtatásban részesült a kritikusok részéről, a Metacritic összesítésében 94 ponton állnak a konzolos verziók, míg a PC-s változat 86 pontos átlagértékeléssel rendelkezik, a magas értékeléseket a játék főként a többjátékos lehetőségeinek köszönheti. A megjelenését követő 24 órában Észak-Amerikában és az Egyesült Királyságban megközelítőleg 4,7 millió példányt értékesítettek a játékból. 2011. augusztus 3-án az Activision megerősítette, hogy az eladások világszerte meghaladták a 22 milliót, amivel a második legjobban fogyó játékká vált az említett piacokon.

## Történet
A USMC és a Special Air Service erőfeszítéseinek ellenére Oroszországban az ultranacionalisták átveszik a hatalmat, Imran Zahajevet (Imran Zakhaev, oroszul: Имран Захаев) pedig mártírnak és az új Oroszország hősének kiáltják ki és szobrot emelnek neki a Vörös téren. Vlagyimir R. Makarov (Vladimir R. Makarov, oroszul: Владимир Р. Макаров), aki korábban Zahajev egyik helyettese volt az ultranacionalista mozgalomban, átveszi helyét és terrorcselekmények sorozatával háborút hirdet a nyugati világ ellen.
A játék története öt évvel az előző rész után, 2016-ban veszi fel a fonalat. Az első szereplő 22 éves Joseph Allen őrvezető, aki Afganisztánban állomásozik. A játékos őt irányítva segít elfoglalni egy várost a felkelőktől, harci képességei pedig felkeltik Shepherd altábornagy figyelmét, aki ezután felkéri, hogy csatlakozzon a Task Force 141 nevű különleges egységéhez, melynek célja, hogy szembeszálljon a terrorizmussal. Eközben John "Soap" MacTavish százados és Gary "Roach" Sanderson őrmester a Tien-san hegységben található orosz légibázisra próbálnak behatolni, hogy visszaszerezzék az Attack Characterization System (ACS) nevű modult, melyet egy lelőtt amerikai műholdról szereztek meg ellenfeleik.
Allen a CIA felügyelete alatt Alekszej Borogyin (Alexei Borodin, oroszul: Алексей Бородин) fedőnévvel beépül Makarov szervezetébe és részt vesz a moszkvai Zahajev nemzetközi repülőtéren tartózkodó civilek lemészárlásában. Makarov azonban tisztában van Allen valódi személyazonosságával, ezért dolga végeztével megöli, ezzel keltve azt a látszatot, hogy az Egyesült Államok kormánya támogatta az akciót. Oroszország megtorlásképpen nagyszabású inváziót indít az USA ellen. Mivel az oroszoknak sikerült feltörniük az ACS modul rendszerét, így az amerikaiak megtévesztett védelmi rendszere a nyugati part felé irányuló offenzívát jelez, hadseregüket pedig felkészületlenül éri a keleti partot támadó orosz sereg. Foley őrmester egy csapat Army Ranger élén az északkelet virginiai támadókat próbálják megállítani a külvárosi körzetben, majd Washington felé veszik az irányt, hogy segítsék a főváros felszabadítását.
A 141-es osztag eközben megpróbál bizonyítékot találni arra, hogy Makarov felelős a mészárlásért, a repülőtéri töltényhüvelyek Rio de Janeiro városába vezetnek Alejandro Rojas fegyverkereskedőhöz, akitől elfogása után megtudják, hogy csak egyvalaki van, akit Makarov még az amerikainál is jobban gyűlöl, őt pedig egy Petropavlovszktól keletre lévő gulagban őrzik. Kiderül, hogy a 627-es fogoly valójában John Price százados, akit a Kingfish hadművelet során fogtak el 2013-ban, amikor megpróbálták elfogni vagy megölni Makarovot. A százados beleegyezik, hogy segítsen a 141-es osztagnak és Shepherd altábornagynak, azonban úgy gondolja, hogy először az amerikai háborúnak kell véget vetni. Az osztag élére állva elfoglalnak egy orosz kikötőt és az ott horgonyzó tengeralattjáróról Price egy ballisztikus rakétát lő ki Washingtonra, úgy állítva be azt, hogy a felső atmoszférában felrobbanjon. A robbanás megsemmisíti a Nemzetközi Űrállomást és a keletkező elektromágneses impulzus mindkét harcoló fél járműveit és elektronikáját tönkreteszi, előnyt szerezve ezzel az amerikaiaknak. A földön eközben Foley és osztaga menedéket keres a lezuhanó gépek elől és ezután a Fehér Ház felszabadításában segédkeznek. Itt értesülnek a vezérkar tervéről, hogy szőnyegbombázással inkább elpusztítják a várost, minthogy az oroszok megvessék ott a lábukat. Az osztag megtisztítja az épületet és a tetőre sietve zöld jelzőfényekkel mutatják meg, hogy az már amerikai kézen van. További fontos épületek tetején is zöld fény világít, azt jelezve, hogy a várost már teljesen az amerikaiak ellenőrzik.
Makarov lehetséges búvóhelyeinek meghatározása után a 141-es osztag kettéválik: Price és Soap egy afganisztáni repülőgép temetőbe utazik, míg Roach és Ghost egy a grúz–orosz határon található menedékhez mennek, hogy Makarovot kézre kerítsék, helyette azonban megtalálják a számítógépét, mely a műveleteiről tartalmaz információkat, amiket letöltenek és elmenekülnek üldözőik elől. A kimentési ponton azonban Shepherd elárulja őket és lelövi a két kommandóst, a megszerzett információt pedig elveszi tőlük. Price és Soap, akik tisztában vannak az altábornagy árulásával, Nyikolaj segítségével elmenekülnek a helyszínről, a Makarov és Shepherd emberei közötti összecsapást kihasználva. A menekülés során Price egy nyílt csatornán kapcsolatba lép Makarovval, aki vonakodva bár, de elárulja Shepherd afganisztáni bázisának a helyét. A két kommandós ezután öngyilkos támadást indít a bázis ellen, amit az altábornagy végül elpusztít az önmegsemmisítő rendszer segítségével, majd hajóval próbál meg elmenekülni.
Amikor az üldözés végén az altábornagy hajóját felveszi egy helikopter, Price gépfegyverével kilövi a rotorját, és a gép a földbe csapódik, a páros pedig egy vízesésen megy végig, hogy a zuhanás helyére jusson. Miután Soap felébred a vízparton, kábultan megpróbálja megölni az altábornagyot, aki azonban egy rozsdás autóhoz vágja a fejét, leszúrja, majd felkészül arra, hogy saját kezével végezze ki. Price ezt megakadályozza, kettejük között közelharc alakul ki. Soap először megpróbálja megszerezni az altábornagy fegyverét, ám amikor Shepherd kirúgja a kezéből, a mellkasában lévő kést húzza ki és azzal dobja fejbe. Nyikolaj ekkor egy helikopterrel érkezik meg kettejükért és azt mondja, ismer egy biztonságos helyet.